# How Beautiful You Are (Peter Blegvad)
How Beautiful You Are è un singolo del chitarrista, cantante e compositore statunitense Peter Blegvad, ex-membro del gruppo avant-prog Slapp Happy. Secondo estratto dall'album The Naked Shakespeare, fu pubblicato dalla Virgin Records. Venne realizzato assieme al bassista e compositore degli Henry Cow John Greaves, con cui Blegvad realizzò numerose opere, a partire da Kew. Rhone., del 1977.

## Tracce
Testi di Peter Blegvad e musica di John Greaves, eccetto dove indicato.

### 7": Virgin – SA 1094 (Francia), 1983
1. How Beautiful You Are – 3:35
2. Karen [N 1] – 2:19 (Blegvad)

### 7": Virgin – 106.317 (Benelux), gennaio 1984
1. How Beautiful You Are – 3:35
2. Vermont [N 1] – 2:19 (Blegvad)

### 7": Virgin – 90112 (Francia), 1984
1. How Beautiful You Are – 3:35
2. Vermont [N 1] – 2:19 (Blegvad)

### 7": Virgin – VS 655 (UK), giugno 1984
1. How Beautiful You Are – 3:35
2. Vermont [N 1] – 2:19 (Blegvad)